# Caroline Vout
Caroline Vout (1972) es una clasicista e historiadora del arte inglesa. En 2015, fue conferencista académica en clásicos en la Universidad de Cambridge y es académica del Christ's College.

## Carrera
Vout nació en Durham. Estudió a los clásicos en la Newnham College, Cambridge, graduándose en 1991, antes de obtener su maestría en arte romano y bizantino en el Courtauld Institute. Luego retornó a Cambridge para su doctorado, con la supervisión de Keith Hopkins y de Mary Beard. 
Al terminar su doctorado, dio conferencias en las universidades de  Bristol y de  Nottingham, hasta ser nombrada en su cargo actual, en 2006.
Curó una exhibición sobre Antinoo at the Instituto Moore en Leeds; y, es parte del grupo consultivo académico en el Departamento de Grecia y de Roma antiguas del Museo Fitzwilliam. Ha escrito en The Times Literary Supplement y en The Guardian, y apareció en el documental de 2011 de la BBC Four Fig Leaf: The Biggest Cover-Up In History y en BBC Radio 4: In Our Time. 

## Algunas publicaciones

### Libros
- Antinous: the Face of the Antique. Leeds: Henry Moore Sculpture Trust, 2006.

- Power and Eroticism in Imperial Rome. Cambridge: Cambridge University Press, 2007. p. 151-ss

- The Hills of Rome: Signature of an Eternal City. Cambridge: Cambridge Univ. Press, 2012

- Sex on Show: Seeing the Erotic in Greece and Rome. Londres: British Museum Press, 2013

- Epic Visions: Visuality in Greek and Latin Epic and its Reception. (coeditó con Helen Lovet). Cambridge: Cambridge University Press

## Honores

### Galardones
- The Art Book Award (por la Asociación de Historiadores del Arte) por Antinous; 2008.[7] (no disponible en línea a no miembros.)
- Premio Philip Leverhulme, 2008[8]

### Membresías
- Sociedad de Anticuarios de Londres.